# Polyethylen s nízkou hustotou

Označení nízkohustotního polyethylenu

Polyethylen s nízkou hustotou, někdy označovaný jako nízkohustotní polyethylen, anglicky nazývaný Low Density Polyethylene (LDPE) nebo polyethylene low-density (PE-LD), je plast vyráběný polymerací ethenu. Poprvé byl vyroben britskou společností Imperial Chemical Industries (ICI) v roce 1933.

## Využití
Polyethylen s nízkou hustotou je bez zápachu, netoxický. Jeho hustota je 0,918 g/cm3. Dlouhodobě snese teploty do 80 °C, krátkodobě do 95 °C. Nejčastěji je využíván k výrobě plastových fólií, které jsou většinou průhledné a na dotek měkké (na rozdíl od fólií z HDPE). Dále slouží pro výrobu izolací kabelů, smršťovacích fólií pro balení, igelitových tašek, plastových obalů, umělohmotných košů a přepravek, skluzavek na dětská hřiště, při modifikacích asfaltových směsí.
Výrobky z LDPE jsou označovány recyklačním symbolem 4.